# Nasza ulica
Nasza ulica – polski krótkometrażowy film fabularny z 2004 roku w reżyserii Łukasza Palkowskiego.

## Obsada
- Grzegorz Olszewski (Zbyszek)
- Anna Dymna (matka Janka)
- Sebastian Bereda (Tadek)
- Daniel Rawicz (Janek)
- Paulina Kulesza-Strumińska (Marysia)
- Ewa Szykulska (Kaskowa, matka Tadka i Zbyszka)
- Grzegorz Palkowski (przybłęda)
- Anna Bonna (matka Marysi)
- Tomasz Karolak (oficer niemiecki)
- Grażyna Pawlaczyk (zakonnica)
- Ireneusz Kozioł (granatowy policjant Kielak)
- Maciej Ferlak (żandarm niemiecki),
- Zbigniew Janczyk (mężczyzna z brzuszkiem)
- Marcin Bujski (Niemiec przy bramie)
- Rafał Światłowski (Niemiec)
- Tomasz Lenczewski (Niemiec)